# Joseph Werbrouck
Joseph Werbrouck (ur. 10 stycznia 1882, zm. 3 czerwca 1974) – belgijski kolarz torowy, brązowy medalista olimpijski.

## Kariera
Największy sukces w karierze Joseph Werbrouck osiągnął w 1908 roku, kiedy zdobył brązowy medal w wyścigu na 20 km podczas igrzysk olimpijskich w Londynie. W zawodach tych wyprzedzili go jedynie dwaj Brytyjczycy: Clarence Kingsbury oraz Benjamin Jones. Był to jedyny medal wywalczony przez Werbroucka na międzynarodowej imprezie tej rangi. Na tych samych igrzyskach wystartował również w sprincie indywidualnym, ale nie ukończył rywalizacji. W 1910 roku przeszedł na zawodowstwo. Nigdy nie zdobył medalu na torowych mistrzostwach świata.